# Kírov (1980)
El Almirante Ushakov, anteriormente conocido como Kirov era la nave líder de la clase Kirov de cruceros lanzamisiles guiados de propulsión nuclear. Construido originalmente para la Armada soviética en la década de 1970 y sirviendo después a la Armada rusa, los cuatro buques de la clase son los barcos de guerra de superficie más grandes y pesados (es decir, sin contar a los portaaviones o un buques de asalto anfibio) construidos por los rusos. 
La clasificación soviética del tipo de barco es "crucero de misiles guiados de propulsión nuclear pesada" (en ruso : тяжёлый атомный ракетный крейсер), no obstante el tamaño y el armamento del Kirov y sus hermanos le han valido la designación no oficial de crucero de batalla en gran parte del mundo, ya que su tamaño y desplazamiento son similares a los de un acorazado típico de la Primera Guerra Mundial. La aparición de la clase Kirov fue un factor importante para que la Marina de los EE. UU. volviera a poner en servicio los acorazados de la clase Iowa. Recibió su nombre de un crucero del Proyecto 26 (llamado así por Serguéi Kírov, un héroe bolchevique). Cuando fue renombrado el nuevo nombre fue en honor a un almirante ruso del siglo XVIII, Fiódor Ushakov.
En 1990, sufrió un grave accidente nuclear quedando fuera de servicio. Se inició una restauración en 1999 pero esta se canceló poco después. En 2010, Rusia anunció planes para recuperar todos sus cruceros de la clase Kírov. No obstante, en 2013, se informó que tanto el Almirante Ushakov (ex-Kírov) como el Almirante Lazarev no serían reparados por estar en un estado irrecuperable. Finalmente se ordenó su desguace en 2021.

## Diseño

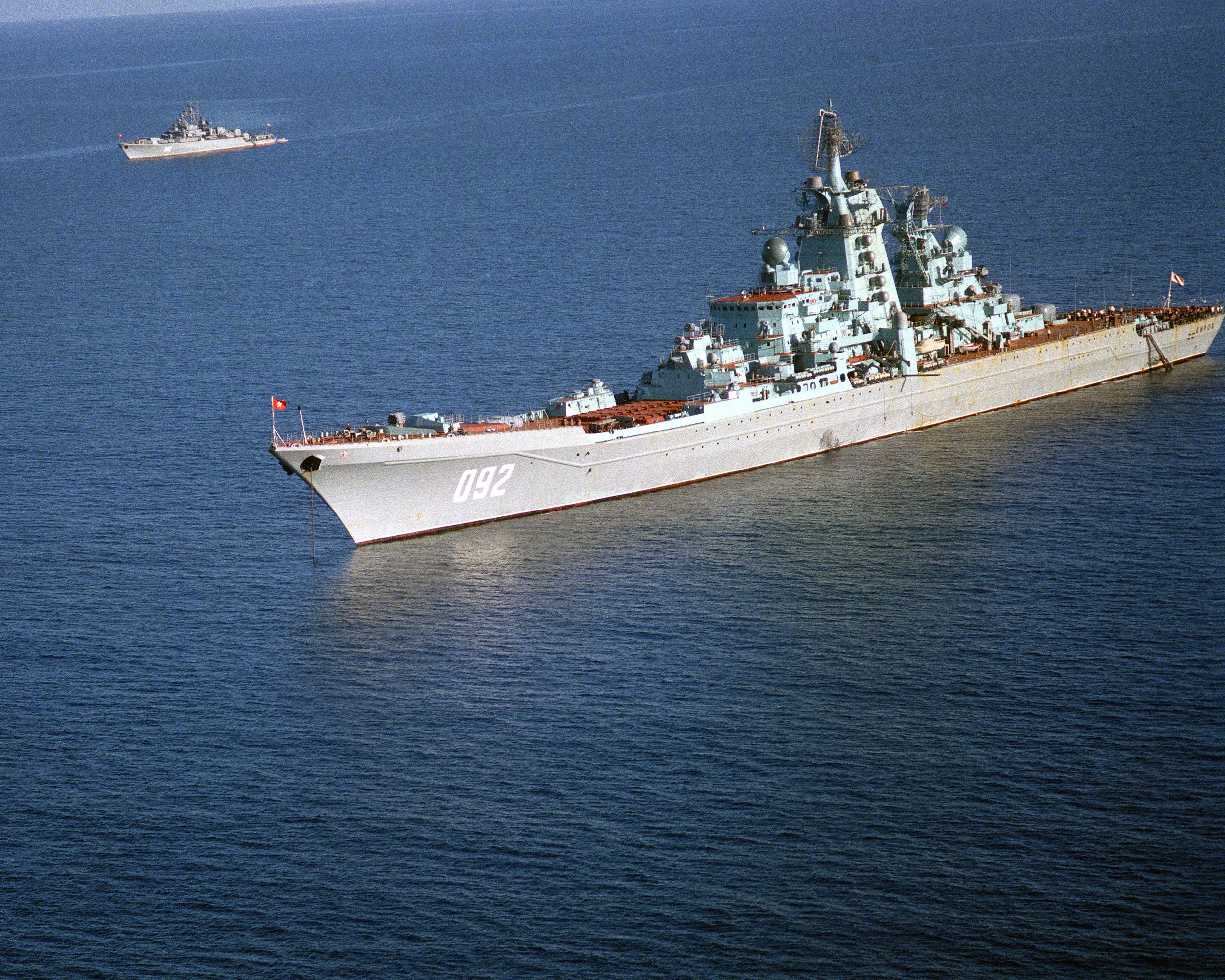
El Kirov, navegando en 1989.

Puesto en gradas el 26 de marzo de 1974, botado el 27 de diciembre de 1977 y asignado el 30 de diciembre de 1980.
Desplaza 24 000 t con una carga estándar y 28 000 t a plena carga. Tiene una eslora de 248 m, una manga de 24 m y un calado de 7,8 m. Está impulsado por dos reactores nucleares de 150 000 shp de potencia, que permiten al crucero alcanzar los 34 nudos de velocidad.
Su armamento eran:
- 20 lanzamisiles de crucero antibuque P-700 Granit (SS-N-19);
- 12 lanzamisiles S-300F (SA-N-6);
- dos lanzamisiles 4K33 Osa-M (SA-N-4);
- dos cañones de calibre 100 mm;
- ocho cañones Gatling de calibre 30 mm;
- un lanzamisiles antisubmarino RPK-3 Metel (SS-N-14);
- ocho tubos lanzatorpedos de calibre 533 mm;
- un lanzacohetes múltiple antisubmarino RBU-6000;
- y dos lanzacohetes múltiples antisubmarinos RBU-1000.

Complementaban tres a cinco helicópteros Kamov Ka-25 (Hormone).

## Construcción
Fue iniciado el 27 de marzo de 1974 en el Astillero Naval Baltiysky en Leningrado, botado el 26 de diciembre de 1977 y dado de alta para el servicio con la Armada Soviética el 30 de diciembre de 1980, como parte de la Flota del Norte.

## Historial operativo

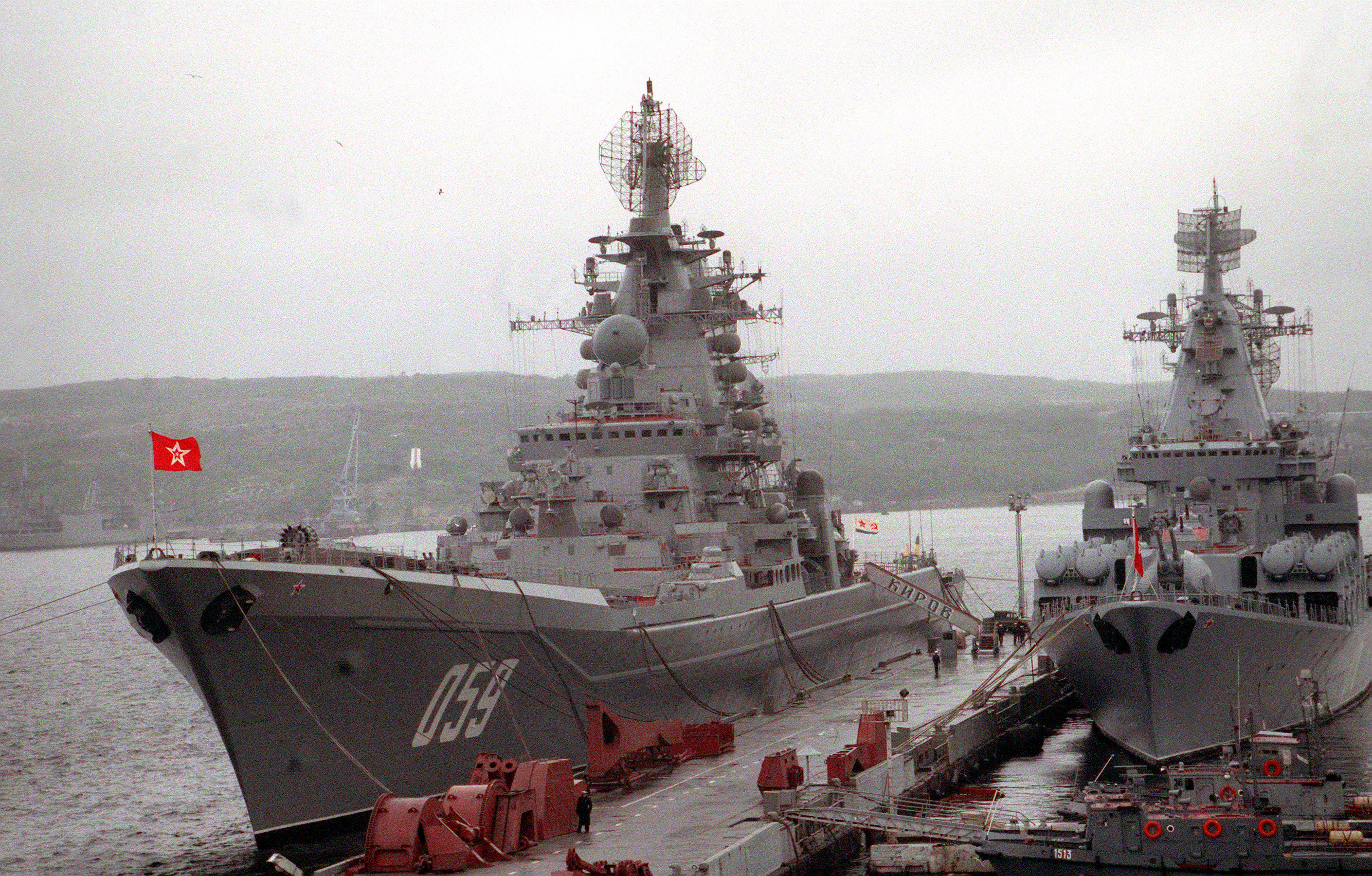
El Kirov, ya renombrado como Almirante Ushakov en Severomorsk en 1992

Cuando apareció por primera vez en 1981, los observadores de la OTAN le llamaron BALCOM I (Baltic Combatant I). Su primer despliegue importante fue en 1984, cuando emprendió un viaje al Mar Mediterráneo.
Durante su segundo gran despliegue del 1 de diciembre de 1989 al 17 de febrero de 1990 en el Mediterráneo, sufrió un accidente en el reactor nuclear. Posteriormente, fue puesto en reserva. Las reparaciones nunca se llevaron a cabo debido a la falta de fondos y la cambiante situación política en la Unión Soviética. Es posible que hubiera sido canibalizado como depósito de piezas de repuesto para los otros barcos de su clase.
Por razones políticas, Kirov pasó a llamarse Almirante Ushakov en honor al almirante Fiódor Ushakov del siglo XVIII en 1992, pero las fotos posteriores sugieren que desde entonces ha vuelto a su nombre original. Se inició una revisión en 1999, pero el barco se dio de baja en 2001 y estaba programado para ser desmantelado en 2003.
En junio de 2004, el nombre de Almirante Ushakov fue transferido a un destructor de la clase Sovremennyy. En septiembre de 2004, se reveló que Design Bureau Onega, con sede en Severodvinsk, se había encargado de desarrollar el proyecto de desmantelamiento del crucero, actualmente amarrado en la planta de Severodvinsk Zvezdochka. Según la planta de Zvezdochka, el desmantelamiento del Almirante Ushakov costaría 40 millones de dólares. Este plan se detuvo cuando la Armada rusa planeó traerlo de vuelta al servicio.
En 2010, la Armada rusa volvió a anunciar nuevos planes para una revisión del crucero. En ese momento, el plan era modificar y reactivar todos los cruceros de batalla de la clase Kirov para 2020. Sin embargo, en 2012 se informó que el Almirante Ushakov y el Almirante Lazarev no serían reparados debido a que se encontraban en un estado "más allá de la reparación". En 2015, el director ejecutivo del astillero Zvezdochka, Vladimir Nikitin, afirmó que era peligroso eliminar el combustible nuclear gastado de los dos reactores del buque dado que el barco había recibido un mantenimiento mínimo durante 34 años.
En abril de 2019, Rusia decidió desechar y reciclar el Almirante Ushakov en 2021.